# Kontra wywoławcza
Kontra wywoławcza, brydżowa konwencja licytacyjna, najprostsza odmiana kontry informacyjnej.  W podstawowej formie kontra po naturalnym otwarciu przeciwnika pokazuje rękę o sile przynajmniej standardowego otwarcia (od 12 punktów), zazwyczaj krótkość w kontrowanym kolorze i długość w pozostałych kolorach.  Krzysztof Jassem definiuje kontrę wywoławczą następująco: "kontra wywoławcza, oznaczająca kartę w sile otwarcia bez dobrego koloru do licytacji [...] Celem kontry wywoławczej jest znalezienie koloru do gry własnej, a nie podwojenie premii za wpadkę przeciwników.  Dlatego karta tym bardziej nadaje się do kontry wywoławczej, im mniej kart posiadamy w kolorze kontrowanym (wtedy mamy więcej kart w pozostałych maściach, co zwiększa szansę znalezienia koloru do gry). Im lepszy układ w kolorach pozostałych, tym słabsza honorowo może być kontra. Jeśli np. przeciwnik otworzył jedno kier, to z układem 4144 (z singlem kier) kontrę możemy zaaplikować od 12 (okazyjnie 11) punktów, a z układem 4333 nad kontrą trzeba się dobrze zastanowić nawet z trzynastoma punktami."
Jako stosunkowo naturalna odzywka kontra wywoławcza została zapewne opracowana niezależnie przez wielu autorów w początkowym okresie istnienia brydża, w Stanach Zjednoczonych za autorów tej konwencji uważa się Charlesa Pattona i Bryanta McCampbella (ok. 1912).